# WWE Brawl
WWE Brawl seria publicado em 2012 pela THQ para PlayStation 3, Wii e Xbox 360. Originalmente a WWE registrou o nome em 2010 e anunciou formalmente o jogo antes de WrestleMania XXVII.
Originalmente programado para ser lançado em 2012, o jogo foi adiado indefinidamente, porque a THQ queria "se concentrar em WWE '13".
Apos longos adiamentos o jogo foi finalmente cancelado

## Desenvolvimento
O jogo contaria com representações de desenho animado de estrelas da WWE com superpoderes, assim como WWE All Stars. Existiam alguns superstars confirmados, no entanto, o roster completo não foi revelado.